# Sason maculatum
Sason maculatum là một loài nhện trong họ Barychelidae. Loài này phân bố ở quần đảo Mariana đến quần đảo Caroline.